# Bengalia mandarina
Bengalia mandarina är en tvåvingeart som först beskrevs av Andy Z. Lehrer 2005.  Bengalia mandarina ingår i släktet Bengalia och familjen spyflugor. Inga underarter finns listade i Catalogue of Life.